# أدريان روبنسون (لاعب كرة قدم أمريكية)
أدريان روبنسون (بالإنجليزية: Adrian Robinson)‏ هو لاعب كرة قدم أمريكية أمريكي، ولد في 12 نوفمبر 1989 في هاريسبرج في الولايات المتحدة، وتوفي في 16 مايو 2015 في فيلادلفيا في الولايات المتحدة.

## وصلات خارجية
- أدريان روبنسون (لاعب كرة قدم أمريكية) على موقع مرجع كرة القدم المحترفة.كوم (الإنجليزية)